# Fabrice Bouthillon
Fabrice Bouthillon es un historiador francés. Es profesor en la Universidad de Bretaña occidental en Brest. Está especializado en historia religiosa del mundo contemporáneo, en historia diplomática y en historia de los totalitarismos.

## Biografía
Obtiene un diploma de teología católica en la Universidad de Estrasburgo. 
Es autor de Schèmes que l'on abat. À propos du gaullisme (Plon, 1995), de La naissance de la Mardité, une théologie politique à l'âge totalitaire (PUS, 2001), de Brève Histoire philosophique de l'Union Soviétique (Plon, 2003), de L'illégitimité de la République (Plon, 2005) y de Et le bunker était vide (Hermann, 2007) que es una interpretación del testamento político de Adolf Hitler con el que obtuvo en 2009 el premio Henri-Hertz. Colabora en la revista científica fundada por Raymond Aron, Commentaire, para la cual ha desarrollado reflexiones sobre el centrismo, el catolicismo o el negacionismo. En 2011 publica Nazisme et Révolution, Histoire Théologique du National-Socialisme, 1789-1989·.
Según Fabrice Bouthillon existe una continuidad entre el bonapartismo, al que considera como un centrismo mediante suma de los extremos, y los regímenes totalitarios del siglo XX, debido a la fractura ocasionada por la Revolución francesa en toda Europa. La principal tarea de los gobiernos a lo largo de los siglos XIX y XX habrá sido de colmar esa brecha utilizando el centrismo para evitar las guerras civiles. los dirigentes políticos tenían dos opciones: el centrismo excluyendo a los extremos (Philippe d'Orléans, Otto von Bismarck) o el centrismo sumando a los extremos (Napoleón I, Stalin, Hitler). La diferencia entre el simple centrismo por suma y el totalitarismo reside en la presencia o no de un líder carismático (no era el caso de Napoleón, por ejemplo).
Los tres libros L'illégitimité de la République, Brève histoire philosophique de l'Union soviétique y Nazisme et révolution constituyen una trilogía subtitulada L'ironie de l'histoire sobre la historia de los totalitarismos que provienen, según Bouthillon, de la Revolución francesa.
Amigo del artista y escritor Alberto Velasco, ha favorecido la publicación de su recopilación de cuentos, Le Quantique des quantiques (Éditions Hermann, 2010).

## Obras
- Les schèmes qu'on abat : à propos du gaullisme, Paris, Editions de Fallois, 1995, 72 p. (ISBN 9782877062534, OCLC 34256926)
- Le Principe d'Incertitude. Considérations ouessantines sur l'exégèse de l'Epître aux Galates, Plougastel-Daoualas : Les Cahiers Hopala, 1999, 30 p.
- La naissance de la mardité : Une théologie politique à l'âge totalitaire : Pie XI, 1922-1939, PU Strasbourg, 2002, 334 p. (ISBN 9782868201928)
- Brève histoire philosophique de l'Union soviétique, 2003, 192 p. (ISBN 9782259196444)
- L'illégitimité de la République : Considérations sur l'histoire politique de la France au XIXe siècle, 1851-1914, Plon, 2005, 312 p. (ISBN 9782259196451 et 2259196454)
- Et le bunker était vide : lecture du testament politique d'Adolf Hitler, Editions Hermann, 2007, 96 p. (ISBN 9782705666798)
- Nazisme et révolution : histoire théologique du national-socialisme, 1789-1989, Paris, Fayard, 2011, 329 p. (ISBN 9782213656007 et 2213656002) (incluye Et le Bunker était Vide).
- Pie XI, un pape contre le nazisme ? : L'encyclique Mit brennender Sorge, Éditions Dialogues, coll. « Nes ouvertures », 2016, 452 p. (ISBN 978-2369450337).
- L'impossible université, Éditions Dialogues, 2017, 107 p. (ISBN 978-2369450597).

### Artículos
- Lista de los artículos publicados en la revista Commentaire (1988-2013)